# Tadeusz Różycki-Kołodziejczyk
Tadeusz Różycki-Kołodziejczyk (ur. 22 sierpnia 1887 we wsi Kwaśno pod Sierpcem, zm. 4 marca 1953 w Podkowie Leśnej) – pułkownik dyplomowany piechoty Wojska Polskiego, historyk wojskowości. Odznaczony Orderem Virtuti Militari.

## Życiorys
Urodził się 22 sierpnia 1887 we wsi Kwaśno, w rodzinie Walentego Kołodziejczyka (zm. 1917) i Stanisławy Leonory z Główczyńskich (zm. 1910). Brat Józefa Kołodziejczyka (1892–1963). W latach 1900–1905 uczęszczał do państwowego gimnazjum w Warszawie, maturę zdał w roku 1907 w szkole realnej we Lwowie. W latach 1907–1911 studiował biologię na uniwersytetach w Monachium (gdzie ją ukończył), Lipsku i Berlinie. Zatrudniony jako asystent botaniki na Uniwersytecie Lwowskim i w Akademii Rolniczej w Dublanach 1911–1913, następnie na UJ 1913–1914. Działacz Polskich Drużyn Strzeleckich w Krakowie, gdzie zaczął używać przybranego nazwiska Różycki.
W czasie I wojny światowej walczył w Legionach Polskich. Był oficerem 1 pułku piechoty Legionów. Awansował w korpusie oficerów piechoty na stopień podporucznika ze starszeństwem z 2 sierpnia 1915 i porucznika ze starszeństwem z 1 listopada 1916.
Pełnił służbę w Oddziale III Sztabu Ministerstwa Spraw Wojskowych. 15 lipca 1920 roku został zatwierdzony z dniem 1 kwietnia 1920 roku w stopniu majora, w piechocie, w grupie oficerów byłych Legionów Polskich. W czasie wojny z bolszewikami, od 1 lipca do 15 sierpnia 1920, był szefem Oddziału IV i pełniącym obowiązki kwatermistrza 2 Armii, a następnie szefem Oddziału I Organizacyjnego 5, a od września 1920 – 3 Armii. Po zawieszeniu broni do października 1921 był szefem Sekcji Historycznej w Sztabie Generalnym oraz jednym z organizatorów Biura Historycznego.
W latach 1921–1922 był słuchaczem Kursu Doszkolenia Wyższej Szkoły Wojennej w Warszawie. 3 maja 1922 roku został zweryfikowany w stopniu majora ze starszeństwem z 1 czerwca 1919 roku i 253. lokatą w korpusie oficerów piechoty, a jego oddziałem macierzystym był nadal 1 pułk piechoty Legionów. Po ukończeniu kursu i uzyskaniu tytułu naukowego oficera Sztabu Generalnego, otrzymał przydział do Oddziału IV Sztabu Generalnego. 1 grudnia 1924 awansowany został na podpułkownika ze starszeństwem z dniem 15 sierpnia 1924 i 66. lokatą w korpusie oficerów piechoty. Z dniem 1 grudnia 1924 został przesunięty w Wyższej Szkole Wojennej w Warszawie ze stanowiska asystenta na stanowisko wykładowcy historii wojennej (etat pułkownika SG). W latach 1927–1928 był zastępcą szefa Biura Historycznego. W lipcu 1928 został przeniesiony do 73 pułku piechoty w Katowicach na stanowisko dowódcy pułku. 21 grudnia 1932 roku Prezydent RP Ignacy Mościcki nadał mu stopień pułkownika ze starszeństwem z 1 stycznia 1933 roku i 7. lokatą w korpusie oficerów piechoty. W czerwcu 1933 został przeniesiony do Wojskowego Instytutu Naukowo-Wydawniczego w Warszawie na stanowisko szefa instytutu. W listopadzie 1935 został oddany do dyspozycji I wiceministra spraw wojskowych. Później wyznaczony został na stanowisko delegata ministra spraw wojskowych w Ministerstwie Wyznań Religijnych i Oświecenia Publicznego.
We wrześniu 1939 dowodził Brygadą KOP „Polesie”. Jednostkom KOP nie udało się rozbić sowieckiej 52 Dywizji Strzelców, m.in. dlatego, że Brygada KOP „Polesie” za przyczyną swego dowódcy nie wykonała rozkazu uderzenia. Płk Różycki-Kołodziejczyk otrzymał rozkaz natychmiastowego uderzenia w kierunku południowo-zachodnim w celu oskrzydlenia nieprzyjaciela, lecz wykonał uderzenie siłami zaledwie kompanii piechoty. Skutkiem tego brygada została rozwiązana i przeorganizowana w batalion „Polesie”, już z innym dowódcą. Po bitwie pod Wytycznem grupy pościgowe Armii Czerwonej wyłapały około 300 żołnierzy polskich, m.in. dowódcę Brygady KOP „Polesie” oraz dowódcę pułku KOP „Snów” ppłk. Jacka Jurę.
W czasie okupacji czynny w AK i w Delegaturze Rządu RP na Kraj, krótko więziony na Pawiaku w 1944 r. Studiował historię i geografię na tajnym Uniwersytecie Warszawskim.
W listopadzie 1945 r. został magistrem historii w Instytucie Historycznym Uniwersytetu Warszawskiego. W 1946 r. doktoryzował się na Uniwersytecie Jagiellońskim na podstawie opublikowanej w 1936 r. w „Bellonie” pracy pt. Brzeziny (19–24 XI 1914 roku). Rok później tamże habilitował się na podstawie, ogłoszonego również w 1936 r. w „Bellonie”, studium pt. Sojusz wojskowy francusko-rosyjski i współdziałanie wojskowe Rosji i Francji w sierpniu 1914.
Radca w Ministerstwie Oświaty 1945–1947. W latach 1947–1949 wykładowca historii wojskowości i dyplomacji nowoczesnej w Instytucie Historycznym Uniwersytetu Warszawskiego. Współpracownik Stacji Ornitologicznej Państwowego Muzeum Zoologicznego w Warszawie 1949–1953. Został pochowany w Podkowie Leśnej.
Był żonaty z Marią Krystyną z Arnoldów (1903–2004). Mieli dwie córki, Marię (1929–1976) i Teresę (1934–2009), które były kolejnymi żonami Andrzeja Glassa.

## Ordery i odznaczenia
- Krzyż Srebrny Orderu Wojskowego Virtuti Militari nr 4940 (1921)[14]
- Krzyż Niepodległości (17 września 1932)[15]
- Krzyż Oficerski Orderu Odrodzenia Polski (30 kwietnia 1927)[16]
- Krzyż Walecznych (trzykrotnie)
- Komandor Orderu Gwiazdy Rumunii (Rumunia, 1929)[17]
- Kawaler Orderu Legii Honorowej (Francja)